# Milešín
Milešín település Csehországban, a Žďár nad Sázavou-i járásban. Milešín Březí, Skřinářov, Vidonín, Rozseč és Heřmanov településekkel határos. Lakosainak száma 74 fő (2024. január 1.).

## Népesség
A település lakosságának változását az alábbi diagram mutatja:
| Lakosok száma | 208  | 180  | 203  | 144  | 96   | 81   | 84   | 81   | 72   | 74   |
|               | 1869 | 1900 | 1921 | 1961 | 1980 | 2011 | 2016 | 2019 | 2021 | 2024 |